# دافيد أجودو
دافيد أجودو (بالإسبانية: David Agudo)‏ (12 نوفمبر 1988 بلوبون في إسبانيا - ) هو لاعب كرة قدم إسباني في مركز الهجوم. لعب مع ريال بيتيس.

## روابط خارجية
- دافيد أجودو على موقع قاعدة بيانات كرة القدم.إي يو (الإنجليزية)
- دافيد أجودو على موقع Soccerway.com (الإنجليزية)
- دافيد أجودو على موقع عالم كرة القدم.نت (الإنجليزية)